# MB.210 (航空機)

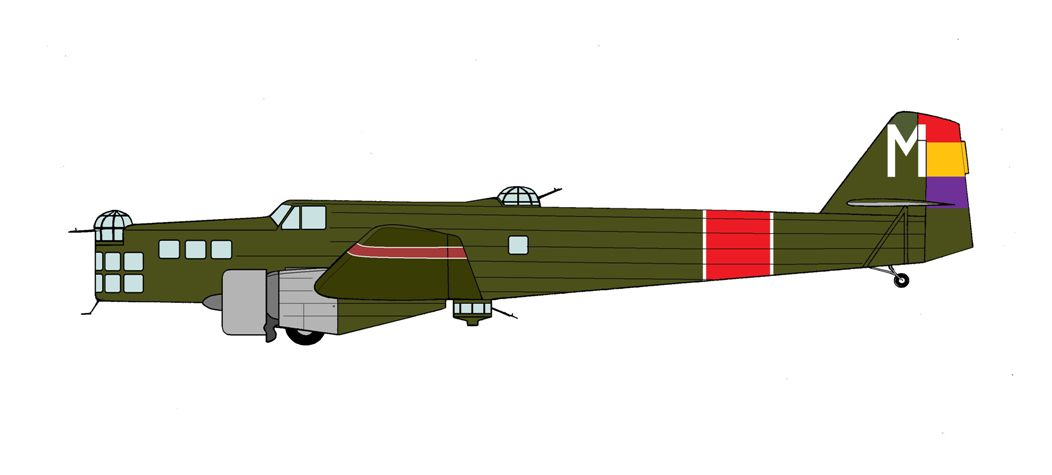
MB.210

MB.210は、フランスのブロシュ社によって開発された中距離爆撃機である。1934年に初飛行し、当時のフランス空軍の爆撃機の中では最も優れた性能を示した。第二次世界大戦時には旧式化していたが、爆撃任務に就いた機体もあった。

## 概要
MB.210は、MB.200の発展型としてブロシュ社が1933年から自社開発した爆撃機で、1934年11月に初飛行した。機体は前作MB.200の影響が残った形態だったが、低翼単葉機で引込脚を持つなど各所が近代化されていた。そして速度を始めとする性能は、他のフランス空軍の爆撃機よりも全般的に優れていた。
1935年から量産が開始され、1938年までに298機が生産された。この内、45機はルーマニアへの輸出用であった。引き渡された機体のほとんどは、夜間爆撃、偵察任務に就いた。
第二次世界大戦開戦時には既に旧式化していたため、6つの部隊が本機を夜間偵察任務で使用していたのみである。その後、徐々に訓練用に転用されていったが、1940年のドイツ軍のフランス侵攻の際に、新鋭爆撃機の配備の遅れからやむを得ず爆撃任務を遂行した機体もあった。これらは、全滅に近い損害を受けた。
休戦後は、ごくわずかの機体が訓練機として使用された。

## スペック
- 全長：18.82 m
- 全幅：22.80 m
- 全高：6.70 m
- 全備重量：10,190 kg
- エンジン：ノームローン14Ｎ10　空冷14気筒 950 hp
- 最大速度：322 km/h
- 実用上限高度：9,900 m
- 航続距離：1,300 km
- 武装
  - 爆弾1,600kg
  - 7.5mm機銃×3
- 乗員 5名

## 運用国
- フランス
- ルーマニア